# لیسا ده لیو
لیسا ده لیو (انگلیسی: Lisa De Leeuw؛ زاده ۳ ژوئیهٔ ۱۹۵۸) یک بازیگر پورنوگرافی اهل ایالات متحده آمریکا است.
ادعا شده‌است که وی در ۱۱ نوامبر ۱۹۹۳ بر اثر بیماری ایدز درگذشته است.